# Wahlen 1847
◄◄ | ◄ | 1844 | 1845 | 1846 | Wahlen 1847 | 1848 | 1849 | 1850 | 1851 | ► | ►►

Weitere Ereignisse
Die Liste der Wahlen 1847 umfasst Parlamentswahlen, Präsidentschaftswahlen, Referenden und sonstige Abstimmungen auf nationaler und subnationaler Ebene, die im Jahr 1847 weltweit abgehalten wurden.
Das damalige Wahlrecht entsprach typischerweise nicht den Wahlrechtsgrundsätzen der direkten, geheimen und gleichen Wahl. Zeittypisch waren oft nur kleine Teile der Bevölkerung wahlberechtigt, ein Frauenwahlrecht war nicht gegeben.

## Termine
| Land                   | Datum             | Link zur Wahl 1847               | Link zur letzten Wahl | Bemerkung                          |
| ---------------------- | ----------------- | -------------------------------- | --------------------- | ---------------------------------- |
| Vereinigtes Königreich | 29. Juli–26. Aug. | Britische Unterhauswahl          | 1841                  |                                    |
| Liberia                | 27. Sept.         | Parlamentswahl in Liberia        |                       | erste Wahl nach der Unabhängigkeit |
| Liberia                | 27. Sept.         | Verfassungsreferendum in Liberia |                       |                                    |
| Vereinigte Staaten     | Nov.              | Gouverneurswahl in Texas         | 1845                  |                                    |